# Józef Wilk
Józef Wilk (ur. 23 czerwca 1937 w Malawie, zm. 11 września 2003 w Lublinie) – katolicki prezbiter, pedagog, katecheta, teolog, publicysta, salezjanin.

## Życiorys
Wychowywał się w chłopskiej rodzinie z Rzeszowskiego Aleksandra i Katarzyny Wilków (wraz z rodzeństwem: Franciszek, Teresa i Zofia). Po ukończeniu szkoły średniej postanowił wstąpić do zakonu i w latach 1954-1955 prowadził nowicjat salezjański w Kopcu k. Częstochowy. Zakończył go złożeniem tymczasowych ślubów zakonnych 15 sierpnia 1955 i rozpoczął studia filozoficzne w Wyższym Seminarium Duchowym Towarzystwa Salezjańskiego w Krakowie. Po zakończeniu studiów odbył asystencję duszpastersko-pedagogiczną, po czym złożył w Kopcu śluby wieczyste 16 lipca 1961 r. Następnie wrócił do Krakowa, aby podjąć studia teologiczne. Po ich ukończeniu mógł 25 czerwca 1965 przyjąć święcenia kapłańskie z rąk bpa Juliana Groblickiego w krakowskim kościele św. Stanisława Kostki. Przez kolejny rok Józef Wilk pracował w Bychawie jako wikariusz parafialny.
W roku 1966 rozpoczął studia specjalistyczne z katechetyki, duszpasterstwa rodzin oraz teologii pastoralnej na Katolickim Uniwersytecie Lubelskim. W 1970 roku obronił egzamin magisterski z katechetyki na podstawie pracy pt. Katecheza w szkole zawodowej na przykładzie Niemiec i decyzją rektora, ks. prof. dra hab. Wincentego Granata został przyjęty do pracy dydaktyczno-naukowej na KUL jako asystent-stażysta. Swoją pracę od początku związał z osobą ks. prof. dra hab. Piotra Poręby.